# Adi Lukovac
Adi Lukovac (nació en 1970, murió en un accidente de coche en 2006) fue uno de los pioneros de la música electrónica en Sarajevo (Bosnia y Herzegovina) y uno de los productores más importantes de los sonidos electrónicos.
Adi Lukovac y los miembros de Ornamenti (Bransky, Adnan Zilic y Vedram Mujagic) hacían la combinación perfecta de ambient, ethno, dub y darkwave.
Su música tiene la fuerza de combinar instrumentos tradicionales de los Balcanes y sonidos ethno con ritmos breakbeat modernos pero oscuros que comprenden los elementos de experiencias de posguerra en Yugoslavia.